# Noasaurus
Genre
Espèce
Noasaurus (signifiant Lézard nord-Argentin) est un dinosaure de la famille des Noasauridae du Crétacé supérieur d'Argentine. C'était un petit théropode cousin des noasauridés plus grands, issus de la même souche.
Une seule espèce est connue : Noasaurus leali.

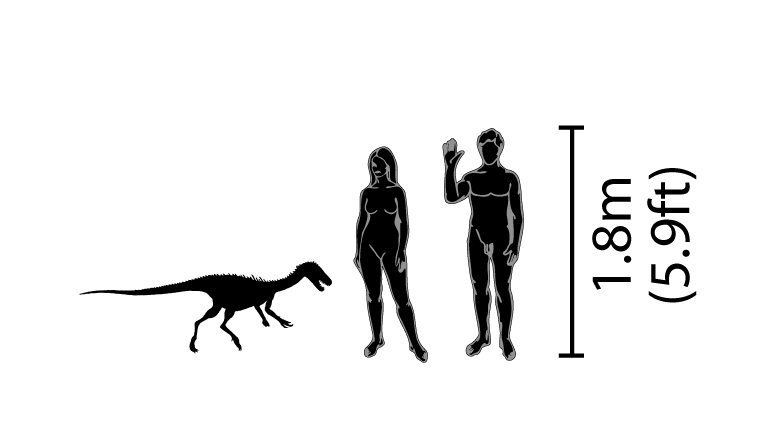
Échelle Homme/Noasaurus